# 선혜부인
선혜부인 김씨(善兮夫人 金氏)는 신라(新羅)의 초기(草奇)의 왕족(王族)이며 김내숙(金乃宿)과 조생부인(鳥生夫人) 딸이다.

## 생애
신라(新羅)의 제21대 임금(臨金)인 소지마립간(炤知麻立干)의 정비(正妃)이다. 아버지는 이벌찬(伊罰湌) 김내숙(金乃宿) 또는 잉숙(孕宿)이며 어머니는 제19대 왕 눌지 마립간(訥祗 麻立干)과 아로부인(阿老公主)의 딸인 조생부인(鳥生夫人)이다.
선혜(善兮)는 묘심(妙心)과 사통하였는데 이를 들켜 폐출당하였고 묘심(妙心)은 죽게 된다. 이후 보기(寶奇) 보신(寶申)과 황아(皇我)의 아들과 수리(須理) 미해공(未海公) 미사흔(未斯欣)과 청아(靑我)의 딸의 아들인 홍기(洪器)와도 관계하여 아들 기오공(起烏公)을 낳았고 기오공(起烏公)은 옥진궁주(玉珍宮主)의 딸인 흥도(興道)와 결합하여 지도부인(知道夫人)을 낳으니 곧 진지왕(眞智王)의 비(妃)이고 김용춘(金龍春)의 어머니이다.

## 가족관계
- 아버지: 이벌찬 내숙(乃宿)
- 어머니: 조생부인(鳥生夫人)
  - 남편 : 소지 마립간
    - 딸: 보도부인(保道夫人)
      - 외손녀 : 지소태후 (只召)

    - 딸 : 김무력(金武力)에게 출가

  - 남편 : 묘심랑(妙心郞)
    - 딸: 오도부인(吾道夫人)
      - 외손녀 : 옥진궁주 (玉珍)

  - 남편 : 홍기공(洪器)
    - 아들 : 기오공(起烏)
      - 손녀 : 지도부인(知道)

  - 남편 : 호조(好助)
    - 아들 : 비조부(比助夫) 혹은 비지배(比枝輩)
      - 손자 : 8대 풍월주 문노

    - 딸 : 양화공주(兩花公主)
      - 외손자 : 월광태자(月光太子)
      - 외손녀 : 월화궁주(月華) 진흥왕의 후궁